# بلاستيدة خضراء

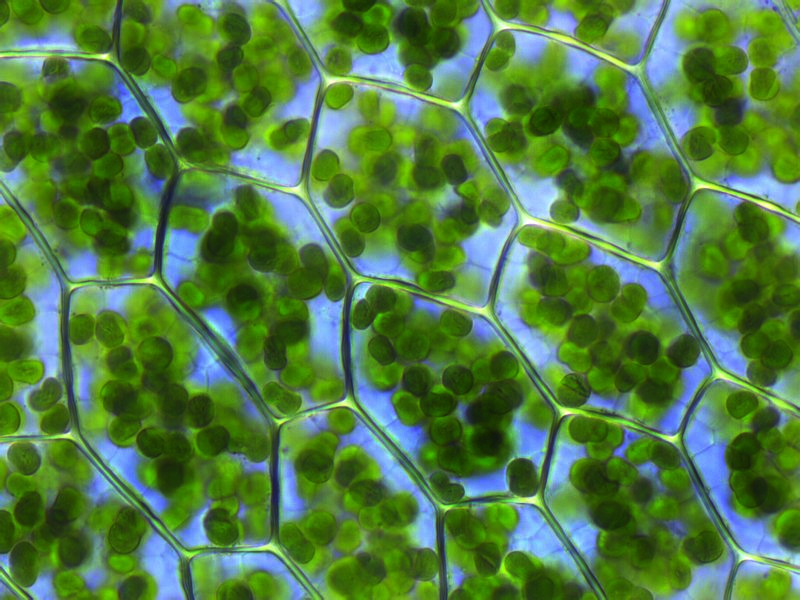
خلايا نبات، وتظهر فيها الصانعات الخضراء.

الصانعات الخضراء أو الصانعة الخضراء أو البلاستيدات الخضراء أو كلوروبلاست (بالإنجليزية: Chloroplast)‏ هي إحدى أنواع الصانعات الخلوية الموجودة في خلايا النبات، وتتميز بكونها من العضيات الخلوية مزدوجة الغشاء أحدهما داخلي وآخر خارجي ويوجد بينهما فراغ في خلايا النبات ذاتي التغذية. تتميز بكونها ذات لون أخضر لاحتوائها على أصباغ أهمها اليخضور "أ" واليخضور "ب" وأصباغ الكاروتين واليصفور. كما تحتوي على كل من الحمضين النوويين رنا ودنا كذلك تحتوي على ريبوسومات أصغر في الحجم من الريبوسومات العادية وكذلك يمكنها الانقسام والتكاثر. تنشأ الصانعات الخضراء من أجسام صغيرة غير متمايزة تدعى طليعة الصانعة توجد في المناطق النامية في النباتات تسمى (البارض) وتكون محاطة بغشائين يشكلان غلاف الصانعة.

## الاكتشاف
كان هيوجو فون مول أول من لاحظ وجود الصانعات الخضراء في [وفقًا لِمَن؟] وأطلق عليها اسم حبيبات اليخضور (بالألمانية: Chlorophyllkörnen) في عام 1837. استخدم مصطلح البلاستيدات (بالألمانية: Chloroplastiden) لأول مرة من قبل العالم الألماني أندرياس شيمبر عام 1838. وفي عام 1884 أطلق عليهم العالم إدوارد ستراسبرغر اسم البلاستيدات الخضراء (بالألمانية: Chloroplasten).

## أماكن تواجدها وتغذيتها
في الأجزاء الخضراء والأوراق، في بعض خلايا طلائعيات النوى وجميع الخلايا النباتية حيث تقع قرب جدران الخلايا ويبقى الجزء المركزي من الخلية خالياًمن البلاستيدات، ويتغير موقع البلاستيدات الخضراء مع الحركة الدورية للسيتوبلازم، وأيضاً هي مقاومة للتغيرات الإسموزية بعكس الميتوكندريا. وتقوم البلاستيدة الخضراء من أجل التغذية الذاتية بالاستعانة بمادة اليخضور (الكلوروفيل) في عملية التمثيل الضوئي التي تمر بعدة مراحل من أهمها تحول فيها النباتات طاقة الضوء إلى طاقة مختزنة في السكريات المصطنعة (الكربوهيدرات) مع تحرير غاز الأكسجين. بالإضافة للتمثيل الضوئي، تكون الصانعات مسؤولة عن تخزين النشاء واصطناع عدة مركبات أخرى مثل الأحماض الدهنية والتيربين اللازمة للبناء الخلوي وفعالية الأنسجة والنبات عموماً.

## أشكالها
شكلها غالبا سداسي، محاطة بغشاء مضاعف.وتكون الصانعات اليخضورية عادة في النباتات العليا محدبة الوجهين وفق مقطع عرضي ودائرية وفق مظهر سطحي ويبلغ قطرها 3-10 ميكرومتر، ولذلك تكون مرئية تحت المجهر الضوئي. وأيضاً من أشكالها أن تكون لولبية في السبيروجيرا وكأسية في الكلاميدوموناس.

الشكل1: تركيب البلاستيدة الخضراء

## تركيبها
تتكون البلاستيدة الخضراء من كتلة كثيفة من وسط مائي به بروتين تعرف باسم الحشوة (السدى) stroma وتغلف بغلاف يتكون من غشائين يشبهان باقي الأغشية البلازمية في كون الغشاء يتركب من طبقتين بروتينيتين بينهما طبقة دهنية. وتحتوي الحشوة على أجزاء دقيقة محببة ذات لون أخضر تعرف بالبذيرات granum. تتكون كل بذيرة من أقراص متراصة فوق بعضها وهذه الأقراص تتركب من أغشية الثايلاكويد thylakoid التي تتكون من بروتينات ودهون وصبغات الكلوروفيل والكاروتينات. وتتركب بالتحليل الكيميائي من 55% بروتين و 30% دهن و 4 كروتنويدات Carotenoids و 2% أحماض نووية. أي أن البلاستيدة الخضراء تحتوي على جزيء chloroplast DNA (لهذا تسمى cpDNA) يشبه تماما الحمض النووي السبحي mDNA.
[[ملف:Chloroplast.svg|350px| left|thumb|الشكل 2: تركيب حبة كلوروبلاست:

1: غشاء خارجي

2: فراغ بين الغشائين

3: غشاء داخلي (1+2+3: الغلاف)

4: الحشوة أو السدى أو الستروما (محلول مائي)

5: تجويف الثايلاكويد (داخل الثايلاكويد)

6: غشاء الثايلاكويد

7: جرائن

8: صفيحة ثايلاكويد

9: حبة نشاء

10: ريبوسوم

11: DNA كلوروبلاستي

12: كرة بروتين دهني

## انقسام cpDNA البلاستيدات الخضراء
توجد في خلية البلاستيد الخضراء حلقة أو أكثر من حلقات الدنا وتسمى cpDNA (أي كلوروبلاست دي إن إيه)، وعن طريقها تنقسم الخلية.

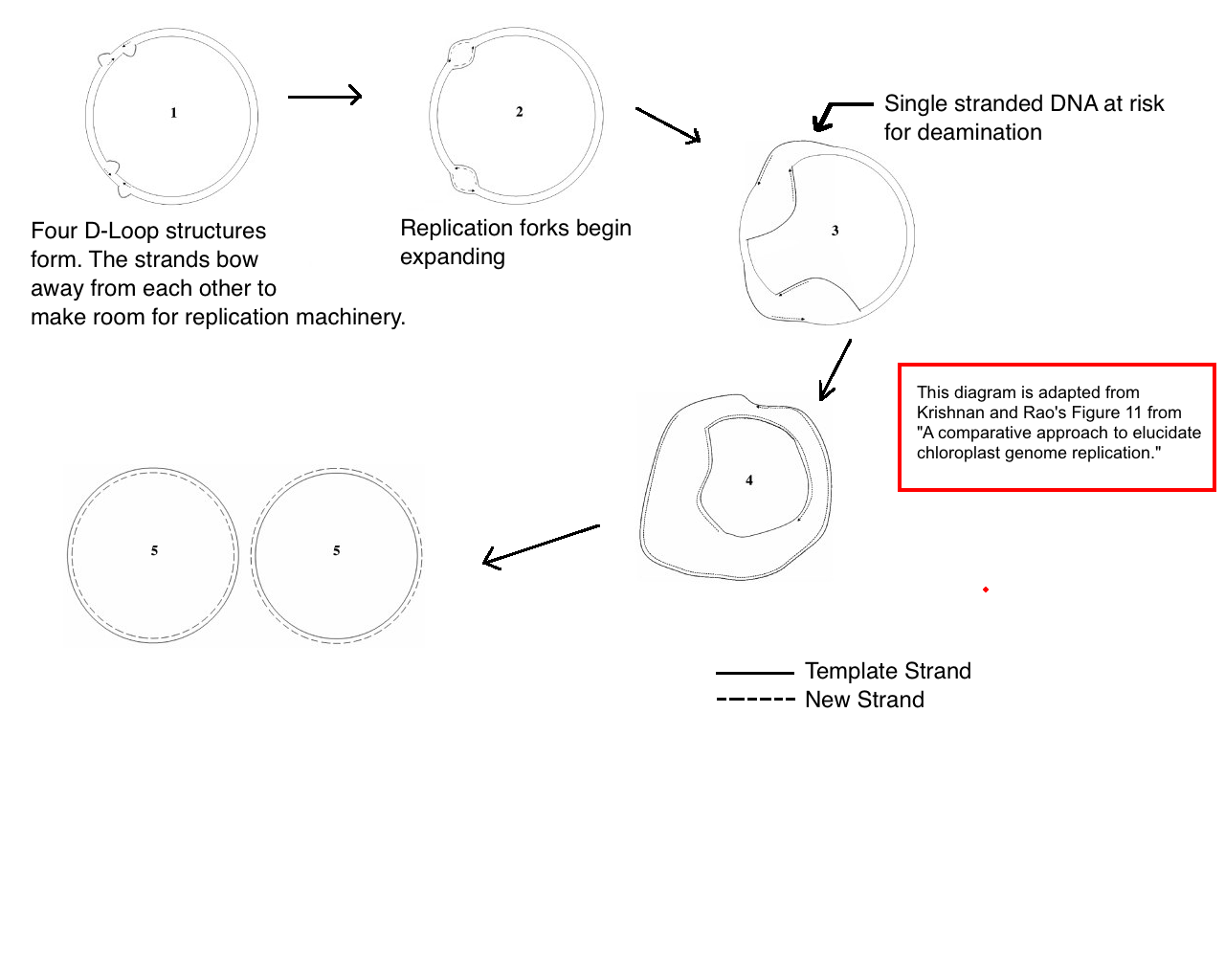
الشكل 3: انقسام cpDNA. طبقا لما جاء في أطروحة الباحث
Krishnan NM, Rao BJ's تحت عنوان "A comparative approach to elucidate chloroplast genome replication."

وحتى الآن لم يستكشف تماما كيف يتم الانقسام. وكثرت محاولات الاستكشافات منذ عام 1970، والآن ترشح إحدى الطرق لتكون هي الطريقة السليمة التي تتم بها عملية الانقسام لكن أحد الطرق ركزت على مشاهدة الانقسام بواسطة المجهر الإلكتروني، وهي مرشحة لتكون هي الطريقة الحقيقية للانقسام.

ونتيجة المشاهدة بالمجهر الإلكتروني ملخصة في الشكل 3؛ وفيها يحدث انزياح في الدنا يسمى انزياح حلقي مزدوج D-loop. وتنزاح خلاله عقدتين من الدنا وتأخذان شكل حرف theta (θ) من الكتابة اليونانية، وتبتعدان عن بعضهما البعض (أنظر الشكل 3).
 ثم تتم عملية نسخ الدنا. ومع استمرار العملية ينفصل المركب cpDNA الجديد مكونا خلية ثانية بنفس كروموسومات الخلية الأم.